# Villa du Borrégo
La villa du Borrégo est une voie du 20e arrondissement de Paris, en France.

## Situation et accès
La villa du Borrégo est une voie privée située dans le 20e arrondissement de Paris. Elle débute au 33, rue du Borrégo et se termine en impasse.

## Origine du nom
Elle porte le nom de la bataille de Cerro del Borrego qui eut lieu durant l'expédition du Mexique. 

## Historique
Cette voie créée vers 1909 sous le nom d'« impasse du Borrégo » est ouverte à la circulation publique par un arrêté du 23 juin 1959.